# Dorfkirche Wolteritz

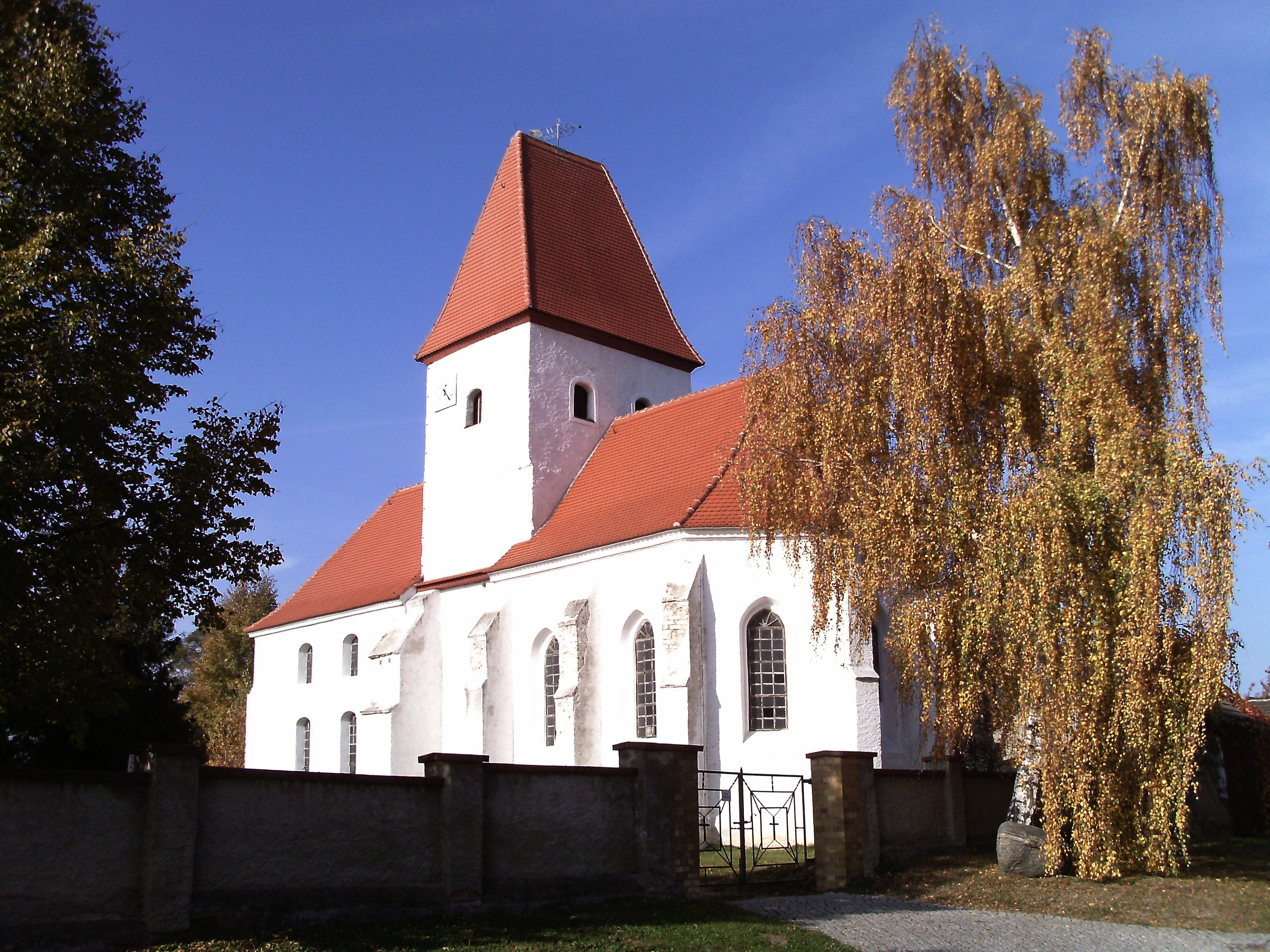
Dorfkirche Wolteritz

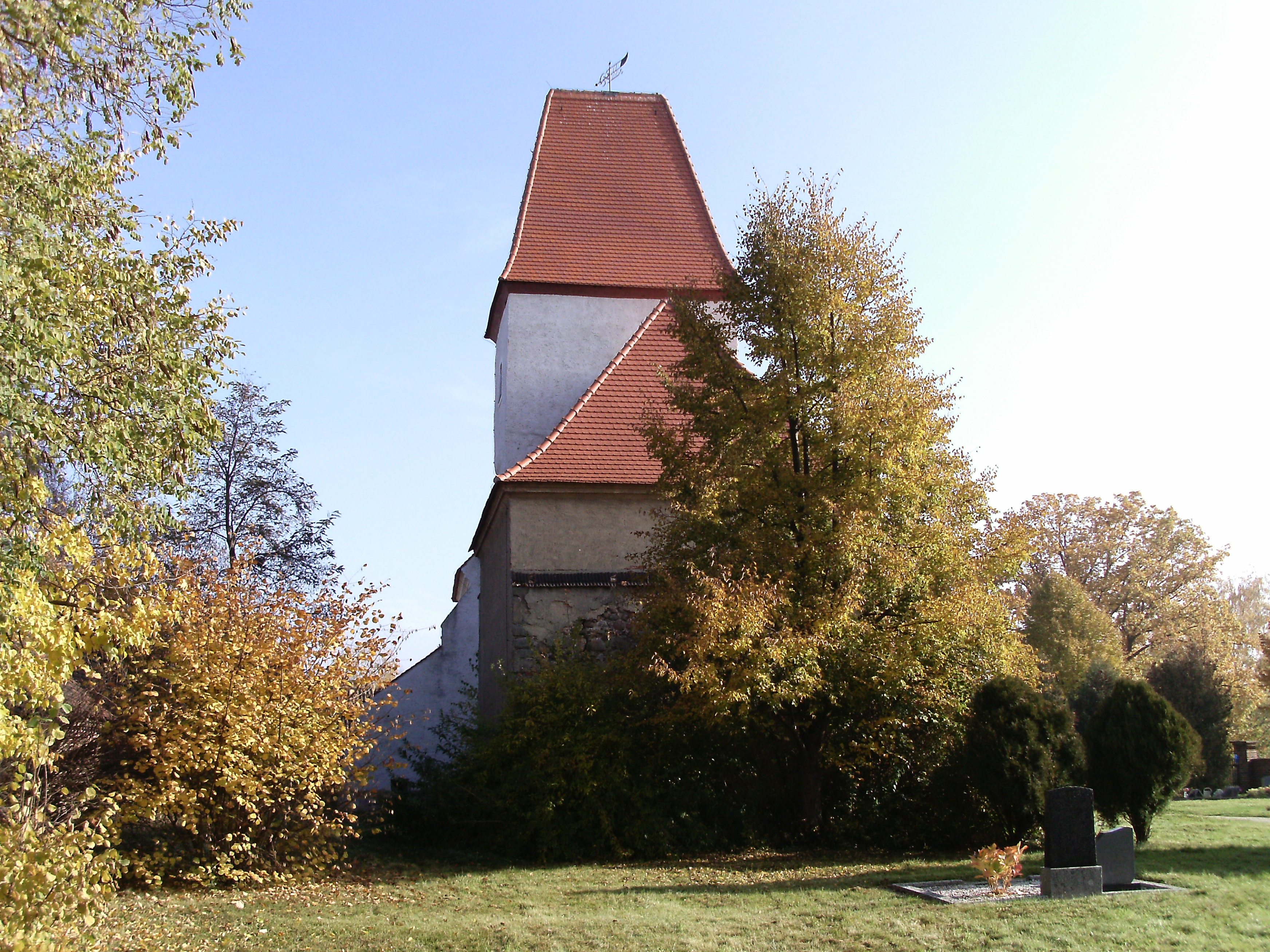
Ansicht von Westen

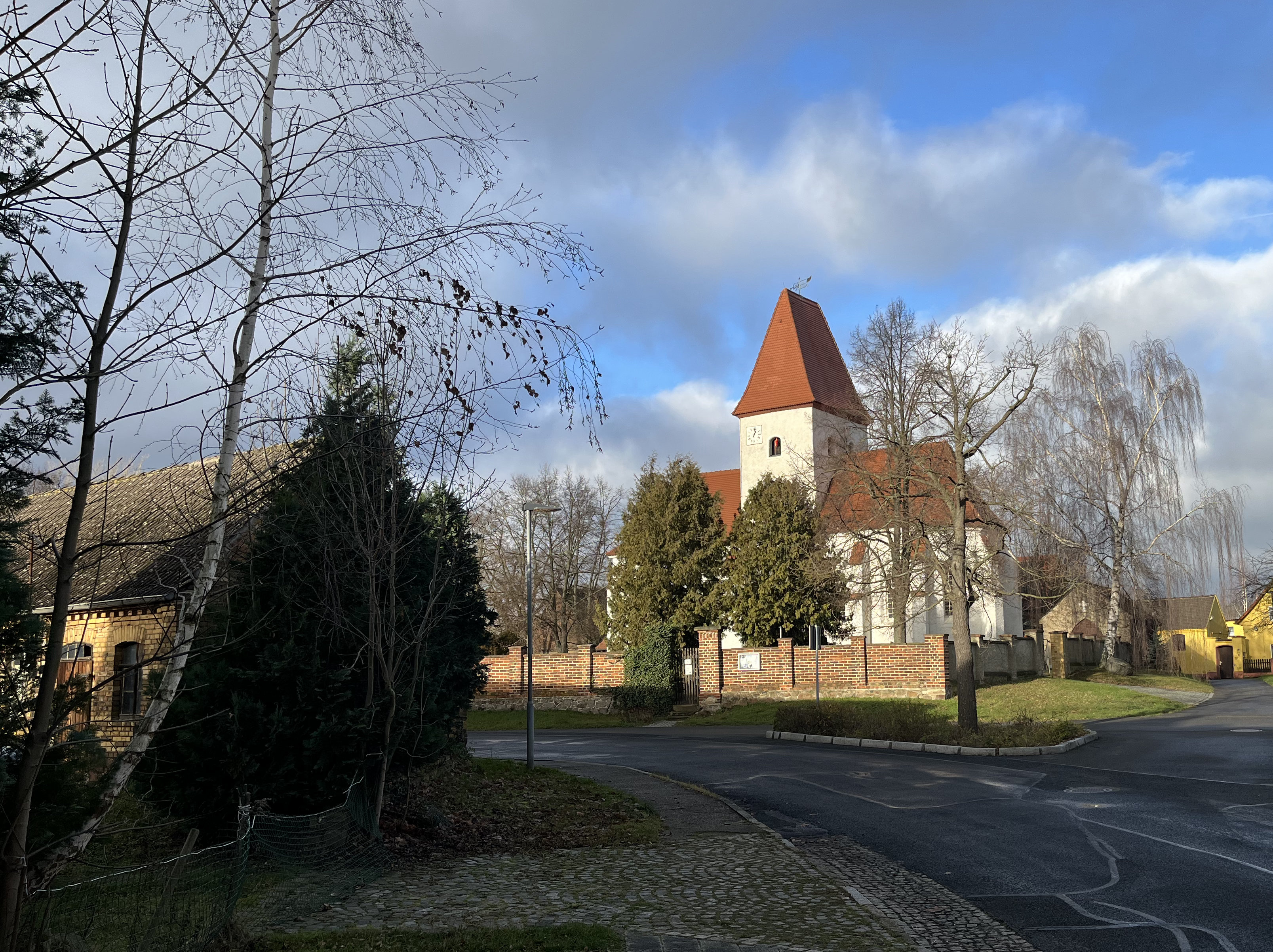
Die Kirche in Wolteritz nach ihrer Sanierung im Jahre 2024

Die evangelische Dorfkirche Wolteritz ist im Kern eine romanische Chorturmkirche mit spätgotisch erweitertem Saal im Ortsteil Wolteritz von Radefeld (Schkeuditz) im Landkreis Nordsachsen in Sachsen. Sie gehört zum Pfarrbereich Zschortau im Kirchenkreis Torgau-Delitzsch der Evangelischen Kirche in Mitteldeutschland und war bis 1990 akut von der Devastierung durch Braunkohlentagebau bedroht.

## Geschichte und Architektur
Die Dorfkirche mit einem mächtigen, im Kern romanischen Chorturm erhielt um 1500 einen vergrößerten Chor und in der ersten Hälfte des 18. Jahrhunderts einen höheren Saal. Eine Restaurierung erfolgte im Jahr 1973. Das Bauwerk ist ein verputztes Bruchsteinbauwerk mit Korbbogenfenstern und Satteldach; der querrechteckige Chorturm ist mit einem Choranbau mit Dreiachtelschluss, Strebepfeilern und Spitzbogenfenstern versehen. Im Westen steht das Bauwerk auf einem hohen Sockel und wird durch ein romanisches Rundbogenportal mit Holztür und schlangenartigen eisernen Beschlägen erschlossen. In der Nordwand des Turmerdgeschosses ist ein romanisches Rundbogenfenster erhalten. Auf den südwestlichen Strebepfeilern sitzen romanische Sandsteinköpfe.
Das Innere wird durch eine flache Putzdecke aus dem Jahr 1973 abgeschlossen. Zweigeschossige, im Süden eingeschossige hölzerne Emporen auf gedrehten Kandelabersäulen, auf deren unterer man die Jahreszahl 1570 findet und deren obere aus dem 18. Jahrhundert stammen, umgeben den Saal, der in einem zweijochigen Chor endet.

## Ausstattung
Der Kanzelaltar aus der Zeit um 1730 ist mit figürlichen Darstellungen von Ecce homo und Adam mit dem Apfel versehen, an der Kanzel ist Christus als Guter Hirte und auf dem Schalldeckel als Salvator mundi dargestellt. Die Sandsteintaufe mit Maßwerkverzierung stammt aus der Zeit um 1500.
Die Orgel ist ein Werk der Firma Fleischer & Kindermann aus der Zeit um 1900 hinter einem Prospekt mit klassizistischer Pilastergliederung aus der Zeit um 1840.
Ein farbig gefasstes, figürliches Grabdenkmal für George Heinrich Krostewitz († 1669) ist mit einer bekrönten Reliefbüste des Verstorbenen über einem mandelförmigen, von Putten gehaltenen Inschriftfeld und Wappen in den Zwickeln versehen.